# 印西市立大森小学校
印西市立大森小学校（いんざいしりつ おおもりしょうがっこう）は、千葉県印西市大森にある公立小学校。

## 概要

### 学校教育目標
「元気で思いやりがあり、よく考える子どもの育成」

## 沿革
- 1874年 - 亀成村、岩井忠右エ門宅に亀成小学校、発作村に発作小学校設立。後に合併し発作小学校となる。和泉村に延光院を校舎とし華泉小学校、大森村に星光院を校舎に大森小学校を創立。

## 学区
印西市大森、鹿黒、亀成、浅間前、鹿黒南及び相島の全部の区域並びに発作、木下及び和泉の各一部の区域。

## 出身者
滝田敏幸(千葉議会議員)

## 交通機関
- 成田線・木下駅より徒歩13分

## 学校周辺
- 印西市役所
- 印西市立図書館

## 進学
- 印西市立印西中学校